# 뇌격기

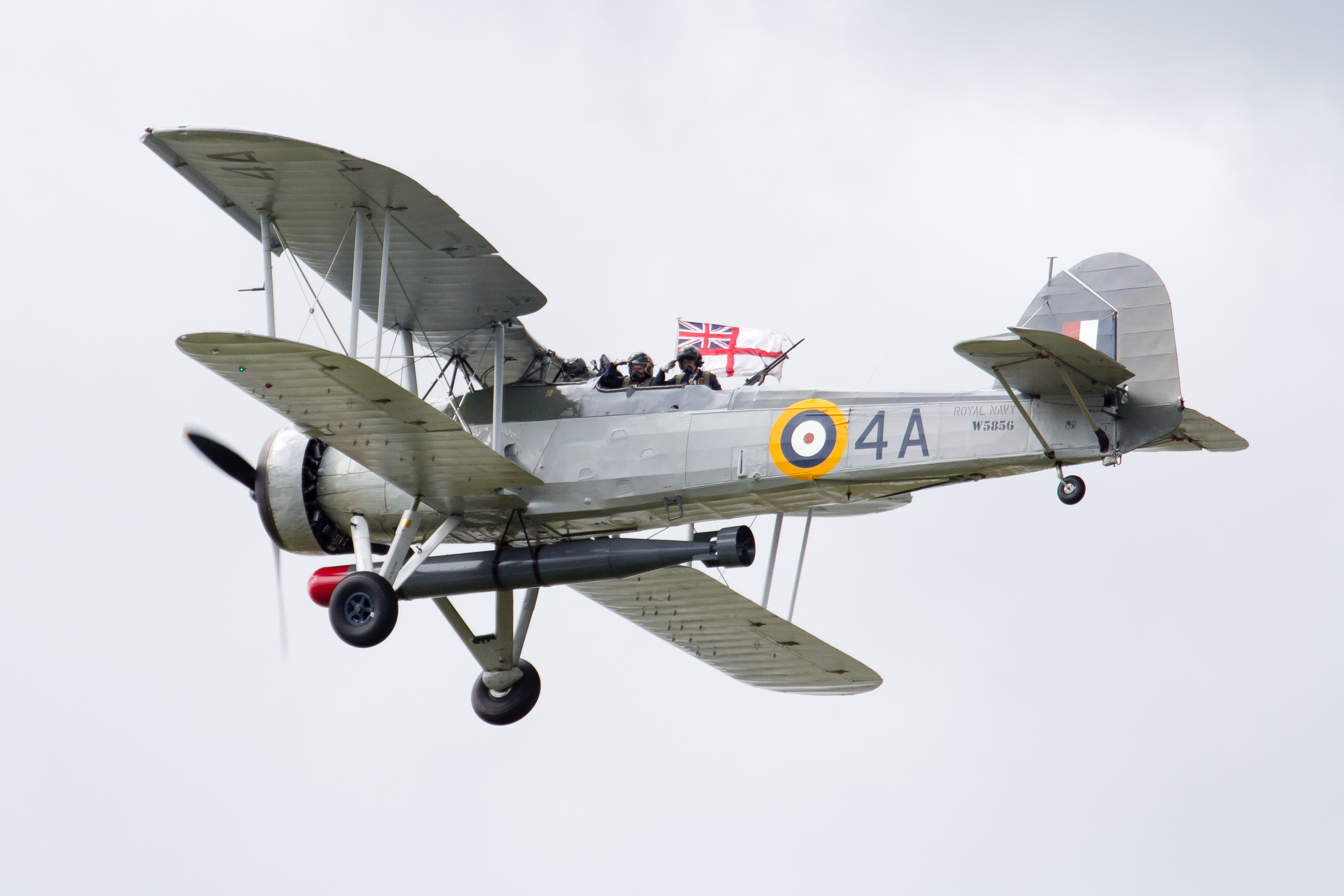
영국의 뇌격기 소드피쉬

뇌격기(雷擊機, torpedo bomber)란 어뢰를 이용한, 수상함 공격에 특화된 비행기이다. 통상적으로 수평폭격을 겸용하는 것이 가능하다.
대함미사일의 개발 전까지 어뢰는 항공기를 통한 함선공격이 중요한 임무 중 하나였다. 제1차 세계 대전에서도 영국해군항공대에 의해 일부 사용사례가 있지만, 본격적으로 사용된 것은 제2차 세계 대전이다. 전후에는 대함미사일의 등장으로 쓰이지 않게 되면서 지금은 완전히 사라졌다.

## 제2차 세계 대전에 사용된 뇌격기
폭격기가 어뢰를 장착한 사례도 있지만 각국에서 뇌격전용기가 운용되었다.

### 미국
미해군은 어뢰에 의한 함선의 격파를 목적으로 한 기종을 뇌격폭격기라고 불렀다.
- TBD 데바스테이터
- TBF/TBM어벤저

TB는 뇌격·폭격을 가하는 기체라는 것을 의미하는 부호로 D나 F는 개발·생산을 한 회사의 부호이다. D는 더글러스사, F는 그러먼사, M은 제너럴모터스이스턴항공기부문을 의미한다(회사부호는 채용당초 회사의 이니셜로 붙였지만 납입하는 회사가 늘어남에 따라 이니셜이 겹치는 일이 많아지자 적당한 이니셜을 가져다 붙여주게 되었다.). 또, 이 부호는 미해군의 기체에만 붙여졌다. 이외에도 PBY카탈리나가 어뢰두발의 탑재능력을 가지고 있었지만 실전뇌격임무에 투입된 적은 없었다.또한 육군도 한 때 마틴B-26 등의 중형폭격기에 의한 뇌격을 가했지만 뒤에 물수제비폭격으로 바꾸게 되었다.

### 영국
영국의 뇌격기는 공군연안항공군단(RAF Coastal Command)의 육상뇌격기와 해군함대항공대(Fleet Air Arm)의 함상뇌격기 두가지로 분류된다.

#### 육상뇌격기
- 비커스 빌드비스트
- 브리스틀 뷰포트
- 브리스틀 뷰파이터TF

#### 함상뇌격기
- 소드피쉬 어뢰공격기
- 알바코어
- 파이어레이 바라쿠다

소드피쉬 뇌격기는 독일해군의 전함 비스마르크호에 어뢰공격을 가했다.

### 일본
일본해군에선 급강하폭격능력을 지니지 않은 대신에 대형폭탄 또는 어뢰를 탑재할 수 있고 장거리작전이 가능한 3좌석의 폭격기를 함상공격기라고 불렀다. 무거운 어뢰를 탑재할 수 있는데다가 급강하폭격이 가능한 강도를 지닌 항공기는 엔진출력관계에서 보건데 제2차세계대전 후기까지는 만드는 것이 불가능했기 때문에, 급강하폭격임무를 수행하는 기체와 뇌격 및 수평폭격임무를 수행하는 기체가 나뉘게 되어 전자를 「폭격기」, 후자를 「뇌격기」라고 불렀다.
- 나카지마 97식 함상공격기
- 텐잔 함상공격기

96식 육상공격기와 미쓰비시 G4M(1식육상공격기)은 일본육군에선 대형(내지는 중형)폭격기라 칭해야하지만, 일본해군의 정의로는 뇌격이 가능하고 급강하폭격이 불가능한 대형기인고로 「공격기」로 분류되었다.
또한 타이완-오키나와항공전이후는 육군의 4식중폭격기「히류」의 일부가 몇 개의 부대(비행 제7전대, 비행 제98전대 등)에서 해군의 항공어뢰를 탑재하고 해군의 지휘하에 들어가 뇌격기로 사용되었다. (해군에선 뇌격기형의 4식중폭격기「히류」를 「공격기·야스쿠니」라고 불렀다.)

### 독일
- Fi-167(소수 운용)
- Ju-87을 항공모함용 뇌격기로 개조(실제로는 사용하지 못했다.)
- Ju-88, He-111, Do-217 등의 수평폭격기의 일부가 어뢰탑재가능

### 이탈리아
- 사보이아 말체티 SM.79
- 사보이아 말체티 SM.84
- Z.506

## 겸용기
제2차 세계 대전까지는 급강하폭격기와 뇌격기에게 각자 요구되는 성능이 달랐기 때문에 각자 다른 기체였다. 하지만 제2차 세계 대전 중엽 함선의 방어력증강과 아울어 종래의 급강하폭격기의 탑재량으로는 위력이 부족해지고 있었고 한편으론 뇌격기는 보다 기민한 운동성이 요구되고 있었다. 이 때문에 두 기체에 요구되는 성능의 차가 적어졌기 때문에 급강하폭격기·겸뇌격기가 미해군 및 일본해군에서 개발되었다.
- A-1(함상공격기)
- 류세이함상공격기
- 긴가(분류는 폭격기지만 류세이와 마찬가지로 뇌격기(육상뇌격기)와 급강하폭격기를 겸하는 기체이다.)

류세이에 관해선 일부가 사용되었지만, 실질적으로 미·일 모두 제2차세계대전중에는 맞추지 못했다. A-1은 한국전쟁 이후에 사용되었지만 어뢰를 사용했던 기회는 수풍댐에 가해진 단 한 차례 공격뿐이었다. 그 후는 탑재무기를 미사일로 바꿔, 공격기로서 사용되었다. 후의 A-6나 F/A-18이라는 「함상공격기」의 흐름에서 최초의 기체가 되었다.
영국해군은 탑재기 수가 제한되는 항공모함 함재기의 효율을 높이기 위해, 전투기에 뇌격기의 기능을 부가한 전투뇌격기를 개발배치했다. 원래부터 급강하폭격기는 전투기를 겸하는 것도 가능하지만 보다 대형기체인 뇌격기에 관해서도 전투기를 겸하는 설계구조를 잡은 것은 영국해군 뿐이다.
- 블랙번 파이어브랜드
- 웨스트랜드 와이번

이 기체들은 직접적인 원조라고는 할 수 없지만 이른바 다용도전투기(Multirole Combat Aircraft)의 선구라고 할 수 있다.
그 밖에 뇌격전투기로는 독일이 포케불프 Fw-190, 이탈리아가 피아트 G.55를 개조해 시험삼아 만들어 봤지만 제대로 되진 않았다.

## 같이 보기
- 폭격기-급강하폭격기
- ASROC